# ハイリヒクロイツシュタイナハ
ハイリヒクロイツシュタイナハ (ドイツ語: Heiligkreuzsteinach) はドイツ連邦共和国バーデン＝ヴュルテンベルク州ライン＝ネッカー郡に属す町村（以下、本項では便宜上「町」と記述する）

## 地理

### 位置
ハイリヒクロイツシュタイナハは、ライン＝ネッカー大都市圏に含まれる。オーデンヴァルト南部、ネッカー川右岸の支流であるシュタイナハ川沿いに位置する。町域は海抜220mから584mに広がる。ロイタースバッハ川、レンツェンバッハ川、エルターバッハ川がシュタイナハ川に注ぐ。

### 隣接する市町村
この町は、北はいずれもヘッセン州のゴルクスハイマータール、アプシュタイナハ、ヴァルト＝ミヒェルバッハと、東はヘッデスバッハと、南はシェーナウおよびヴィルヘルムスフェルトと、西はシュリースハイムおよびヴァインハイムと、それぞれ境を接している。

### 自治体の構成
自治体としてのハイリヒクロイツシュタイナハには、かつては独立した自治体であったラムペンハインが含まれる。1974年12月31日以前のハイリヒクロイツシュタイナハには、ハイリヒクロイツシュタイナハとアイターバッハ農場および集落が含まれていた。旧ラムペンハインには、ラムペンハイン、ベルスバッハ、ヒルゼンハイン、フォアデアホイバッハ、ヒンターホイバッハ農場、ハウミューレ・ウント・シャーホーフが含まれる。

## 歴史

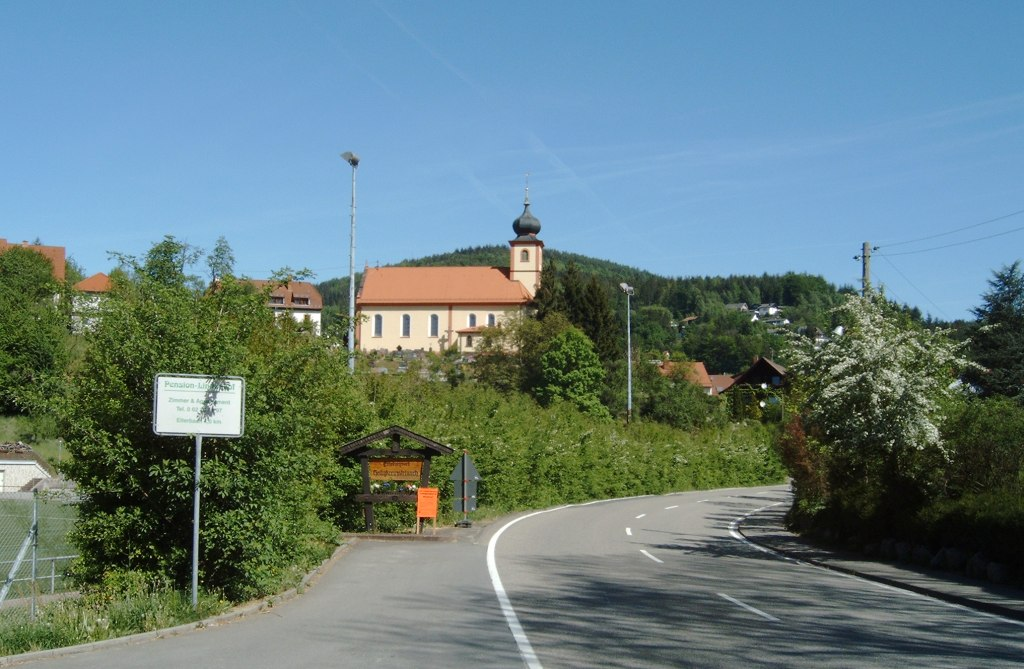
ハイリヒクロイツシュタイナハの町並みとそのカトリック教会

オーデンヴァルト南部の高地に位置する村は12世紀まで村としての形態をなしていなかった。ハイリヒクロイツシュタイナハとベアスバッハが初めて文献上に記録されるのは1293年、アイターバッハとラムペンハインは1316年のことである。ヒルシュホルン＝シュトラーレンベルク家のヴァルデック家系は13世紀頃にフォアデアホイバッハにヴァルデック城を築いた。1357年にヴァルデック家領はプファルツ選帝侯の領土となり、ケラーライ・ヴァルデックとして管理されることとなった。

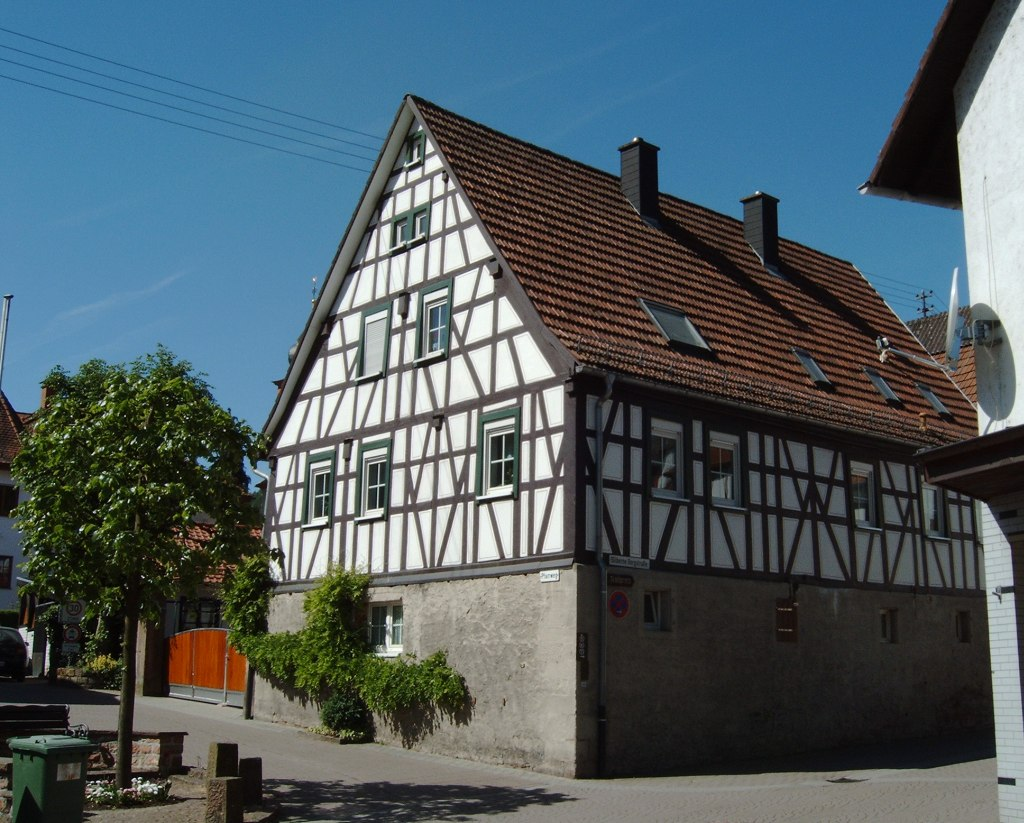
ハイリヒクロイツシュタイナハのマルクト広場に建つ木組み建築

1803年以後この村はバーデン領となった。1828年にアイターバッハは独立した自治体となることを目指し、自治権を獲得し、行政組織を整備した。しかし組織上はハイリヒクロイツシュタイナハの下に留まった。1840年にラムペンハイン、ベルスバッハ、フォアデアホイバッハ、ヒルゼンハインが属す、いわゆるオーバーゲマインデ（上の村）が首邑から分離された。1935年にラムペンハインはヒンターホイバッハと合併し、アイターバッハはハイリヒクロイツシュタイナハと再び完全に合併した。1975年1月1日にラムペンハインがハイリヒクロイツシュタイナハと合併し、現在の町域が形成された。
| 年   | 1961  | 1970  | 1991  | 1995  | 2005  | 2010  | 2015  |
| ---- | ----- | ----- | ----- | ----- | ----- | ----- | ----- |
| 人口 | 1,607 | 1,885 | 2,719 | 2,873 | 3,121 | 2,919 | 2,592 |

## 行政
ハイリヒクロイツシュタイナハは、シェーナウに本部を置くシェーナウ自治体行政連合に属している。

### 議会
ハイリヒクロイツシュタイナハの議会は、議長を務める首長と12人の議員からなる。

### 紋章
図柄: 上下二分割。上部は赤地に浮かんだ金の先広十字。下部は銀と青の斜め格子模様。
この紋章は、1636年の印章にまで遡る。菱形模様はプファルツ選帝侯を象徴している。十字は、教区教会の聖十字の加護を示している。上部の配色はシュトラーレンベルク家の紋章に由来する。この町は1901年にゲネラルランデスアルヒーフの提案に基づきこの紋章を採択した。1975年の市町村再編によってこの紋章は無効となった。しかしこのデザインはラムペンハインにとってもゆかりのある意匠であり、1977年にそのままのデザインでライン＝ネッカー郡当局の認可を得た。
旗は青と白で、やはり1977年に認可を得た。

## 文化と見所

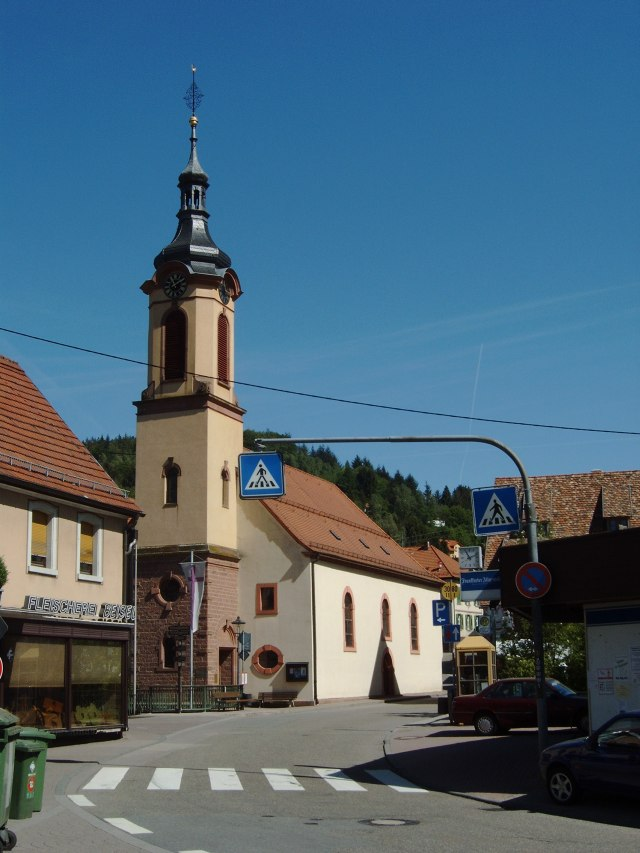
ハイリヒクロイツシュタイナハのプロテスタント教会

擬宝珠型の丸屋根が特徴的なカトリック教会は、1767年に建てられた。内装はネオバロック様式である。
プロテスタント教会は1746年の宗教改革時代の建物に遡る。鐘楼は1906年に建設された。

## 経済と社会資本

### 交通
ハイリヒクロイツシュタイナハは、州道L535号線沿いに位置している。シュリースハイムまたはヴァインハイムを経由して連邦アウトバーンA5号線にアクセスできる。ライン＝ネッカーバス交通が近隣市町村やハイデルベルクへのバス路線を運営している。ハイリヒクロイツシュタイナハは、ライン＝ネッカー交通連盟のサービス提供地域に含まれている。

### 公共機関
2つの老人・養護施設と1つの幼稚園がある。この他にスポーツ・イベントや社会行事に利用される多目的ホールがある。

### 教育
ハイリヒクロイツシュタイナハには基礎課程学校が1校ある。上級の学校は近隣の市へ通う。

## 人物
第34代アメリカ合衆国大統領ドワイト・D・アイゼンハワー（1890年 - 1969年）はドイツ系の人物で、彼の祖先にあたるハンス・ニコラウス・アイゼンハウアーはアイターバッハから移民し、1741年11月17日にペンシルベニア州レバノン郡ベセルに到着した。

## 引用
1. ↑  Statistisches Landesamt Baden-Württemberg – Bevölkerung nach Nationalität und Geschlecht am 31. Dezember 2023 (CSV-Datei)
2. ↑  Das Land Baden-Württemberg. Amtliche Beschreibung nach Kreisen und Gemeinden. Band V: Regierungsbezirk Karlsruhe Kohlhammer, Stuttgart 1976, ISBN 3-17-002542-2. S. 398–399
3. ↑  現在の町域にあたる地域の人口
4. ↑  Herwig John, Gabriele Wüst: Wappenbuch Rhein-Neckar-Kreis. Ubstadt-Weiher 1996, ISBN 3-929366-27-4, S. 60